# Route nationale 150 (Argentine)
Pour les articles homonymes, voir Route nationale 150.

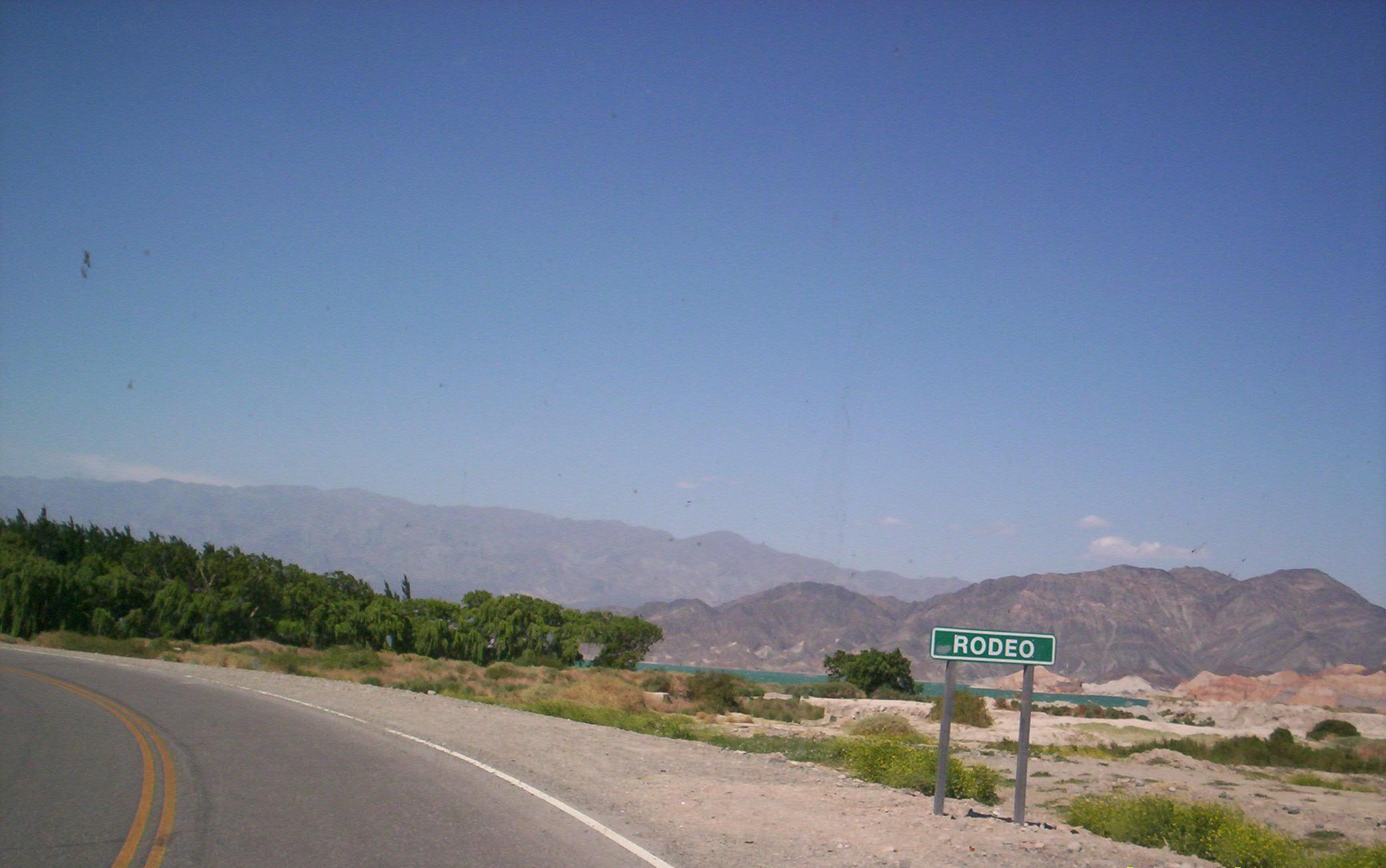
Entrée de la localité de Rodeo (province de San Juan) sur la route RN 150. On aperçoit dans le fond à droite, au pied des collines, la surface verdâtre du lac de Cuesta del Viento.

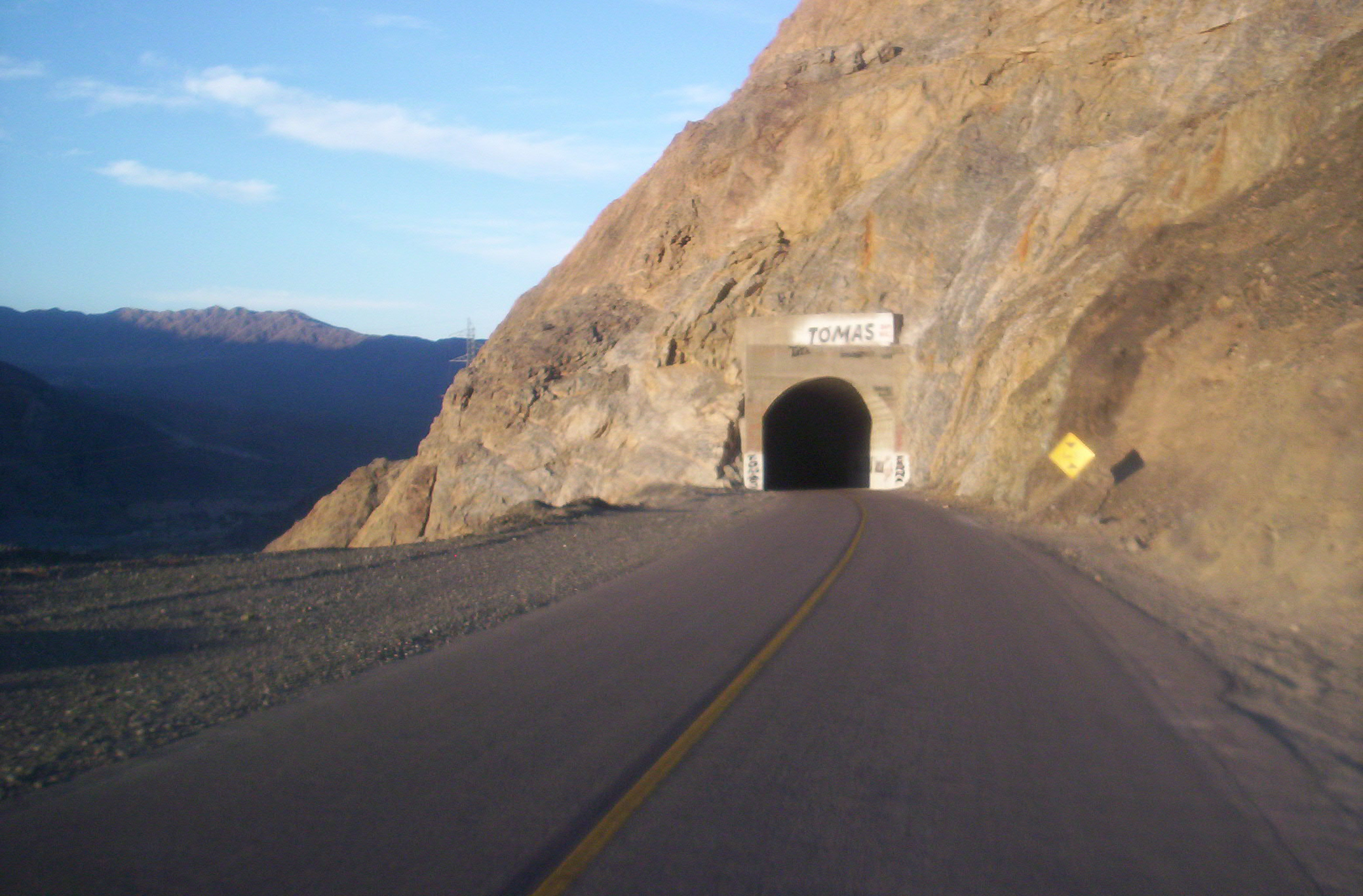
Tunnel, sur la section Rodeo - San José de Jáchal.

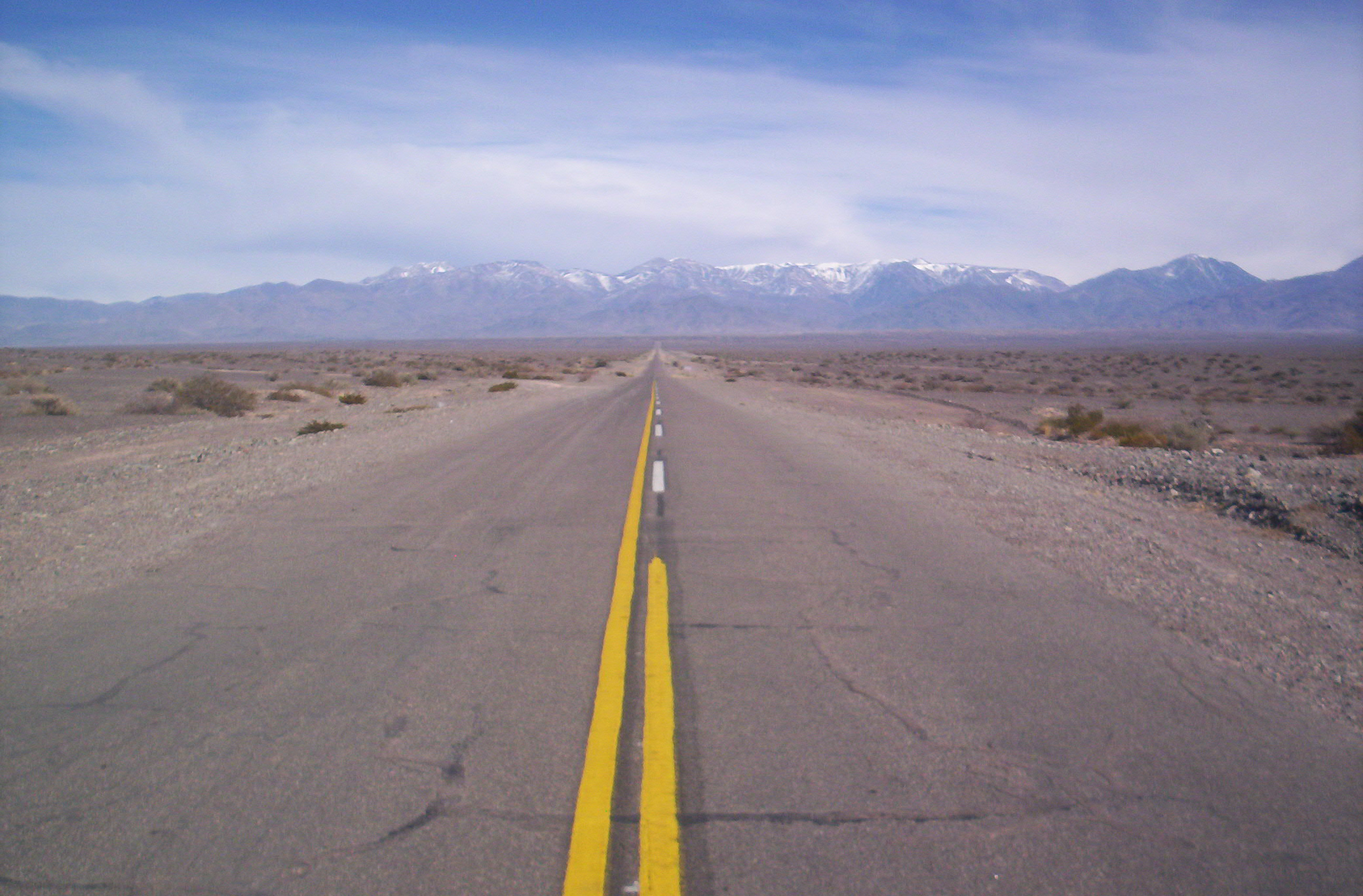
La route et les Andes au bout de la province de San Juan

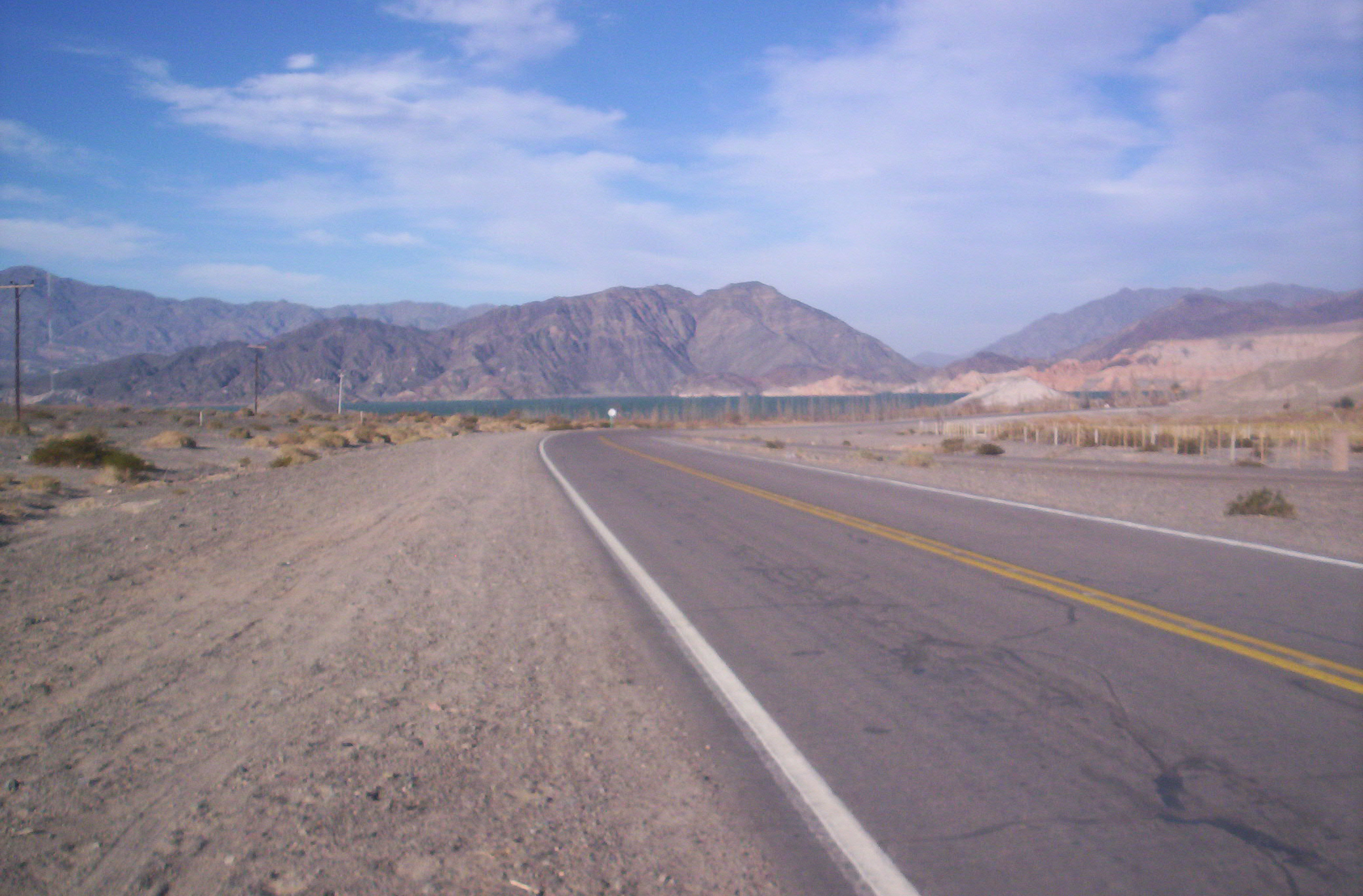
La route aux environs du lac de retenue Cuesta del Viento sur le río Jáchal

La Route nationale 150 ou Ruta Nacional 150 est une route asphaltée d'Argentine, qui se trouve au sud de la province de La Rioja et au nord de la province de San Juan. Son parcours long de 389 kilomètres relie la route nationale 38 (au km 356) dans la localité de Patquía et le Paso de Agua Negra, à 4 779 mètres d'altitude, à la frontière avec le Chili. Elle relie ainsi l'Argentine avec le port de La Serena sur l'Océan Pacifique (IVe Région de Coquimbo).
En 2006, pour terminer la route, il fallait encore construire une trentaine de kilomètres entre la frontière des départements de Valle Fértil et de Jáchal d'une part, et les environs de la petite localité de Punta del Agua d'autre part (à 20 km au sud-est de Huaco).
Sur cette route se trouve aussi l'accès au parc provincial d'Ischigualasto, connu également sous le nom de Valle de la Luna.

## Le Corridor biocéanique Mercosur-Chili
La route fait partie d'un futur corridor biocéanique, complété par la construction d'un tunnel au poste frontière de Paso del Agua Negra. Celui-ci fera communiquer le centre du pays (les villes de Córdoba et de Santa Fe) avec les ports du Pacifique (Coquimbo au Chili) et de l'Atlantique (Porto Alegre au Brésil).
On attend de plus pour la province de San Juan qu'ait lieu la réactivation complète de la zone nord de la province (département de Jáchal, Ischigualasto et département d'Iglesia) tant du point de vue économique que touristique.  

## Localités traversées
Les villes et localités traversées sont les suivantes : 

### Province de La Rioja
Longueur du parcours : 86 km (km 0 à 86).
- Département d'Independencia: Patquía (km 0).

### Province de San Juan
Longueur du parcours : 299 km (km 86 à 385).
- Département de Valle Fértil : Los Baldecitos (km 89).
- Département de Jáchal : San José de Jáchal (km 229).
- Département d'Iglesia : Rodeo (km 274) et Las Flores (km 296).